# 르클레르 (전차)
르클레르(Leclerc) 전차는 GIAT가 개발한 프랑스 육군의 60톤급 3세대 주력 전차이다. 제2차 세계대전 때의 프랑스 군인인 필리프 르클레르에서 이름을 따 왔다. 1992년부터 투입되었으며 2008년까지 생산되었다.

## 개발
르클레르 전차는 AMX-30 전차의 후속전차로 개발되기 시작되었다. 1971년부터 기초연구가 시작되었고, 1973년에 서독과 공동개발이 시작되었으나 1981년 공동개발이 폐기되었다. 1986년에는 설계도 개발이 완료되었으며 시제차량이 발주되었다. 그 해 1월에는 AMX-56 르클레르라고 명명되었다. 1991년부터 양산형 르클레르가 생산되었으며 1992년부터 프랑스 육군에 배치되었다.

## 전차의 주포
르클레르의 주포는 프랑스가 자체개발한 52구경장 120mm 활강포이다. 주포는 발사가스가 포탑 내부로 유입되는 것을 막는 배연기 대신에 압축공기를 사용해서 강제적으로 발사가스를 배출시킨다. 주포는 자동장전 시스템을 적용하였는데 이것은 분당 12발의 포탄을 발사할 수 있으며, 포탄은 APFSDS탄과 HEAT탄을 주로 쓴다. 디지털식 사격통제 장치는 30초 이내에 정지, 또는 움직이는 물체 6개를 목표로 식별할 수 있다. 총 40발의 포탄을 장전할 수 있다.

## 보유국
- 프랑스 - 400대
- 아랍에미리트 - 380대

## 같이 보기
- K-2 전차